# Beda Szabolcs
Beda Szabolcs (Szekszárd, 1977. június 27. –) világbajnok magyar ultrafutó.
Tizenöt évesen (1992-ben) kezdett el komolyabban sportolni, triatlonozni, de hamar a duatlon felé fordult.
1995-ben tagja volt a válogatottnak a veszprémi duatlon-Európa-bajnokságon, 1997-ben 10. helyezést ért el a lengyelországi Európa-bajnokságon, a spanyolországi világbajnokságon pedig a 20. helyen ért célba a junior korosztályban. Ebben az évben hazai szinten országos bajnok, és az „Év Junior Duatlonistája” lett.
A triatlonnak sem fordított hátat, de már a hosszabb távokra koncentrált. Junior országos bajnoki címet szerzett középtávú triatlonon.
1998-ban teljesítette az első Ironmant, melyben a 2000-es év hozta el számára a legnagyobb sikert, 3. helyen végezett a nagyatádi Ironman Országos Bajnokságon 9:07-es idővel.
A következő években egyre inkább a futás felé kezdett fordulni, ahol ugyancsak a hosszabb távokat kedvelte, félmaratontól a maratoni távig, de rövidebb távokon is versenyzett, mint például a Futapest Klub által szervezett terepfutás-sorozat. Rendszeresen részt vett a Bécs-Budapest Szupermaratonon is, 1993-tól a verseny megszűnéséig minden évben tagja volt valamilyen csapatnak, és rendszerint a 3-6. hely közötti helyezést ért el. Az utolsó években pedig a Sashegyi Gepárdok csapatával az 1-2. helyek valamelyikén végzett.
A 2010-es évek végén kezdett átállni az ultrafutásra, bár első ultra távú versenyét (Mátrabérc Trail) 2012-ben teljesítette, de 2019-ig csak ritkán indult maraton feletti távon. Az áttörés 2020-ban következett be, ebben az évben teljesítette az első 100 (UTT), majd pedig 200 km feletti távját (Ultrabalaton). 2021-ben pedig részt vett a 48 órás országos bajnokságon, ahol 357 megtett km-rel nyert. Ezt javította tovább 2022-ben, amikor Balatonalmádiban 410 km-t megtéve beállította az új magyar csúcsot, megfutva 2022 világszinten legjobb eredményét. 2023-ban 48 órán világbajnoki címet szerzett, majd pedig részt vett eddigi leghosszabb versenyén, a balatonfüredi 6 napos világkupán, amit 803 km-rel megnyert. 
2024-ben két világbajnokságon is részt vett, a 48 órás, illetve a 6 napos világbajnokságon, mindkettőt Balatonfüreden rendezték, és mindkét versenyen egyéni bronzérmet, illeltve korosztályos aranyérmet szerzett. 
Az eredményei, teljesítménye javulásában elmondása szerint fontos szerepet játszik a táplálkozás is. 2007-ben lett vegetáriánus, 2012 óta pedig vegán.

## Fontosabb címek
| cím, verseny                                                  | Eredmény                                          | év               |
| ------------------------------------------------------------- | ------------------------------------------------- | ---------------- |
| Az Év Férfi Ultrafutója (aszfalt)                             |                                                   | 2023             |
| Az Év Férfi Ultrafutója (aszfalt)                             |                                                   | 2022             |
| Az Év Férfi Ultrafutója (aszfalt)                             |                                                   | 2021             |
| 6 Napos Világkupa                                             | 1. hely                                           | 2023             |
| GOMU 6 napos Futás Világbajnokság                             | 3. hely                                           | 2024             |
| GOMU 6 napos Futás Korosztályos Világbajnokság                | 1. hely                                           | 2024             |
| GOMU 48 órás Futás Világbajnokság                             | 3. hely                                           | 2024             |
| GOMU 48 órás Futás Korosztályos Világbajnokság                | 1. hely                                           | 2024             |
| GOMU 48 órás Futás Világbajnokság                             | 1. hely                                           | 2023             |
| GOMU 48 órás Futás Korosztályos Világbajnokság                | 1. hely                                           | 2023             |
| 6 napos országos bajnokság                                    | 1. hely                                           | 2024             |
| 100 km-es országos bajnokság                                  | 1. hely                                           | 2023, 2024       |
| 6 órás országos bajnokság                                     | 1. hely                                           | 2023             |
| 24 órás Európa-bajnokság                                      | 19. hely / M45 6. hely (legjobb magyar versenyző) | 2022             |
| 48 órás országos bajnokság, a világ az évi legjobb eredménye  | 1. hely                                           | 2022             |
| Backyard Ultra országos bajnokság                             | 3. hely                                           | 2022             |
| 100 mérföldes országos bajnokság                              | 1. hely                                           | 2022             |
| 24 órás országos bajnokság                                    | 1. hely                                           | 2021             |
| 48 órás országos bajnokság                                    | 1. hely                                           | 2021             |
| 12 órás országos bajnokság                                    | 1. hely                                           | 2021, 2022, 2023 |
| 50 mérföldes országos bajnokság                               | 2. hely                                           | 2021             |
| Ultrabalaton (222 / 211 km)                                   | 3. hely                                           | 2020, 2023       |
| Balaton Szupermaraton (200 km / 4 nap)                        | 1. hely                                           | 2020             |
| Hosszútávú triatlon országos bajnokság (Ironman)              | 3. hely                                           | 2000             |
| Terep ultrafutó országos bajnokság (85 km)                    | 1. hely                                           | 2019             |
| Hegyifutó maraton országos bajnokság                          | 1. hely                                           | 2019             |
| Szenior (M35) atlétikai országos bajnokság, 5000 m            | 1. hely                                           | 2017             |
| 50 km-es országos bajnokság                                   | 1. hely                                           | 2016, 2019       |
| Szenior (M35) maraton-világbajnokság                          | 1. hely                                           | 2015             |
| Szenior (M35) maraton-Európa-bajnokság                        | 1. hely                                           | 2014             |
| Szenior (M35) hegyifutó (vertikál) országos bajnokság (10 km) | 1. hely                                           | 2014             |
| Szenior (M40) fedett pályás országos bajnokság, 3000 m        | 1. hely                                           | 2014\|2019       |
| Mátrabérc-trail (58 km)                                       | 3. hely (legjobb magyar versenyző)                | 2012             |
| Hosszútávú hegyifutó országos bajnokság (28 km)               | 3. hely                                           | 2012             |
| Maraton országos bajnokság                                    | 3. hely                                           | 2011             |
| Az Év Junior Duatlonistája                                    |                                                   | 1997             |
| Középtávú triatlon országos bajnokság                         | junior 1. hely                                    |                  |
| Rövidtávú duatlon országos bajnokság                          | junior 1. hely                                    |                  |

## Egyéni rekordok
| Versenyszám  | Eredmény   | Hely                       | dátum |
| ------------ | ---------- | -------------------------- | ----- |
| 3000 m       | 8:52       | Budapest, Magyarország     | 1998  |
| 5000 m       | 16:52      | Budapest, Magyarország     | 2017  |
| 10 000 m     | 32:39      | Budapest, Magyarország     | 2000  |
| Félmaraton   | 1:11:02    | Baja, Magyarország         | 2012  |
| Maraton      | 2:30:03    | Pozsony, Szlovákia         | 2014  |
| 50 km        | 3:07:14    | Velence, Magyarország      | 2016  |
| 50 mérföld   | 5:53:24    | Balatonfüred, Magyarország | 2021  |
| 100 km       | 7:28:44    | Hangony, Magyarország      | 2023  |
| 100 mérföld  | 13:59:37   | Balatonakali, Magyarország | 2022  |
| 6 óra        | 86,350 km  | Tapolca, Magyarország      | 2023  |
| 12 óra       | 154,085 km | Veszprém, Magyarország     | 2021  |
| 24 óra       | 257,049 km | Verona, Olaszország        | 2022  |
| 48 óra       | 433,869 km | Balatonfüred, Magyarország | 2024  |
| 6 nap        | 818,260 km | Balatonfüred, Magyarország | 2024  |
| Ultrabalaton | 19:35:04   | harmadik helyezés          | 2023  |

### Cikkek
- Ignácz Marietta és  Beda Szabolcs a 2022-es 12 órás ultrafutó magyar bajnokok
- Beda Szabolcs nyert ötven kilométeren
- Beda Szabolcs aranyat érő taktikája
- Legyőzhetetlen lesz a sportoló, ha szejtánra cseréli a szalonnát?
- Beda Szabolcs és az Ultra Tisza Tó 126
- Hogyan lesz valaki Senior Maraton Világbajnok vegánként – Interjú Beda Szabolccsal
- Beda Szabolcs interjú: “sajtfüggő voltam!”
- Beda Szabolcs nyert ötven kilométeren
- 50 km-es OB: Beda Szabolcs és Staicu Simon a bajnokok
- Beda Szabolcs és Cseke Lilla nyerte meg a Balaton Szupermaratont
- Vegán futó vagyok Archiválva 2022. június 29-i dátummal a Wayback Machine-ben
- A Sashegyi Gepárdok nyertek a maratoni csapatversenyben

### Videók, podcastok
- Beda Szabolcs – Ultrafutás Növényi Alapokon Viblance Podcast #3
- BÜNTETŐKÖR #42 Szabó és Szabi 2. rész Műhelytitkok (2021)
- BÜNTETŐKÖR #41 Szabó és Szabi 1. rész Horizontál és vertikál (pálya)futás (2021)
- Bemutatom Beda Szabit Szilágyi Gyula – Futás – Interjú
- 50 mérföldes Országos Bajnokság 2021 Beda Szabolcs Szilágyi Gyula – Futás – Versenyek
- kifinomult ízek 5. rész – Beda Szabolcs GreatLife – Nagyszerű élet
- Kurunczi Zoltán, Beda Szabolcs DIGI Sport, Reggeli Start